# 李朗如
李朗如（1889年11月11日—1963年6月2日），字澄秋，男，广东南海人，中国军事人物、政治人物，曾任广东省政协副主席。